# Troides magellanus
Troides magellanus és una espècie de lepidòpter papilionoïdeu de la família dels papiliònids (Papilionidae) d'impressionant bellesa i grandària, endèmica de les Filipines.
Aquesta papallona rep el nom de l'explorador Fernando de Magallanes que va ser assassinat a les Filipines el 1521. Troides magellanus mostra una lluentor blava-verdosa quan s'observa des d'un angle oblic.

## Característiques
Troides magellanus i l'encara més rara Troides prattorum es caracteritzen per l'ús d'una iridescència de visió limitada: el color groc de la cara dorsal de les ales davanteres està modificat per una iridescència brillant blava-verdosa que solament es veu quan la papallona s'aprecia des d'un angle estret i oblic. Aquesta iridescència apreciable des d'angles limitats solament es coneixia amb anterioritat en una altra espècie, en el licènid Ancyluris meliboeus. No obstant això, en Ancyluris meliboeus, la iridescència es produeix per escates crestades lamelars i mostra un rang més ampli de colors.